# Trachyguina flebilis
Trachyguina flebilis är en insektsart som beskrevs av Young 1986. Trachyguina flebilis ingår i släktet Trachyguina och familjen dvärgstritar. Inga underarter finns listade i Catalogue of Life.